# Mörder (Adelsgeschlecht)

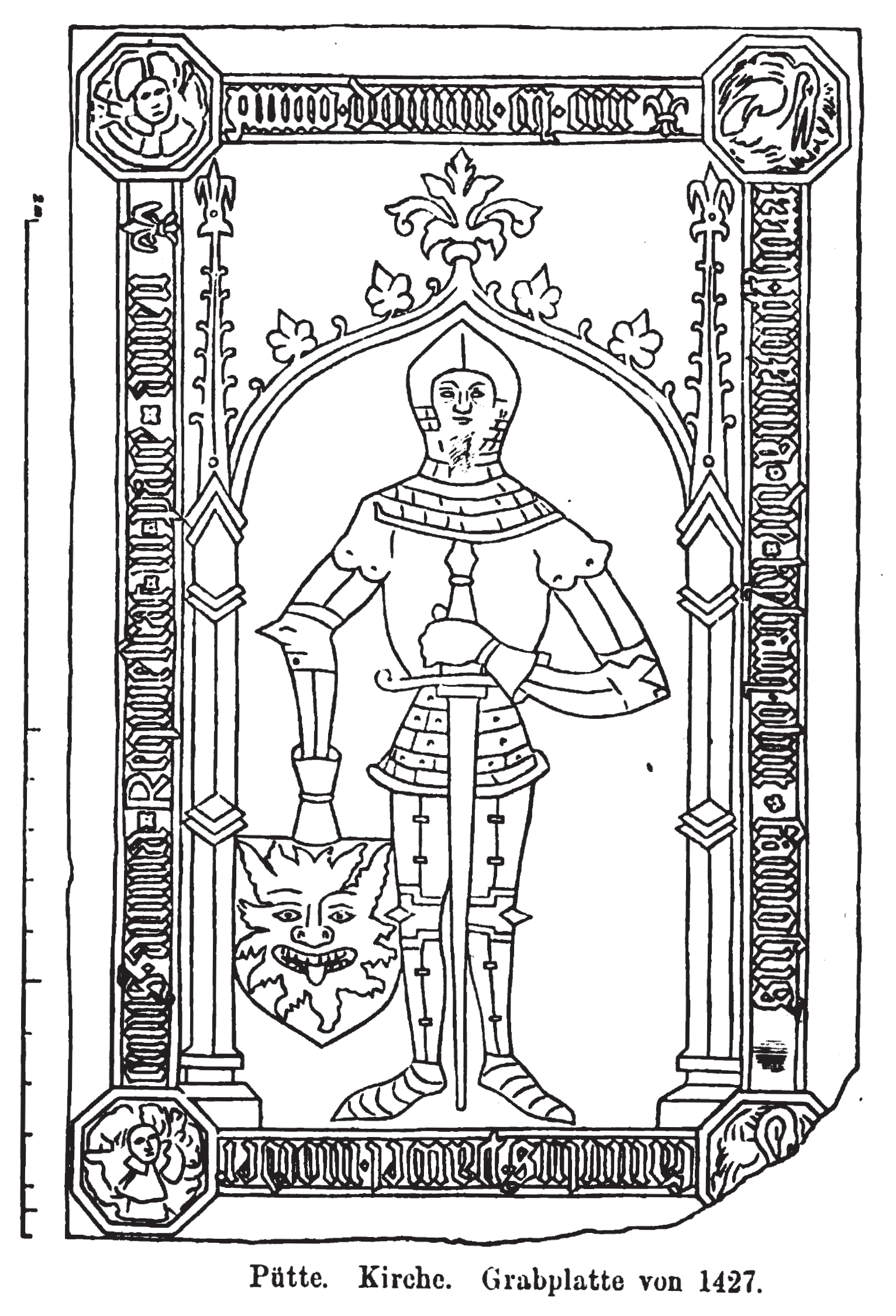
Zeichnung der Grabplatte von Pawel Morder († 1427), Dorfkirche Pütte

Die Herren von Mörder, auch als Morder bezeichnet, waren ein rügisch-pommersches Adelsgeschlecht.
Der erste nachgewiesene Familienangehörige Gothan Mörder, auch Gotan Morder (latein.: dominus Guttan dictus Mordere), erscheint zwischen 1243 und 1276 in mehreren Urkunden des Fürstentums Rügen und der mecklenburgischen Herrschaft Rostock. Gotan Morders Name folgt in den Urkunden nach den Angehörigen des Fürstenhauses und deren Seitenlinien, was auf eine hohe Stellung der Familie gegenüber den übrigen Adligen des Landes hindeutet. Seine Grabplatte, lange nach seinem Tod aufgestellt, findet sich in der Dorfkirche Pütte bei Pantelitz.
In Mecklenburg hatte die Familie kleinere Besitzungen in Rostock, Pastow und Neuendorf. Der Hauptbesitz befand sich um Ahrenshagen und Pantlitz. Er bildete ein größeres zusammenhängendes Gebiet, dessen Zentrum der slawische Burgwall von Pantlitz war.
Gotans Sohn Johann (Henning) Mörder hatte Besitzungen bei Stralsund sowie einen eigenen Hof nahe der Altstadt. Er befand sich wahrscheinlich im Bereich der heutigen Henning-Mörder-Straße. Er war zu Beginn des 16. Jahrhunderts Bürgermeister von Stralsund.
In Pommern, zu dem das Fürstentum Rügen seit 1325 gehörte, erlosch die Familie 1730.

## Wappen
Blasonierung: „In Silber ein hersehender roter Löwenkopf. Auf dem Helm eine in Silber und Gold geteilte Lilie, oben mit fünf Pfauenfedern geschmückt.“